# 日本経緯度原点

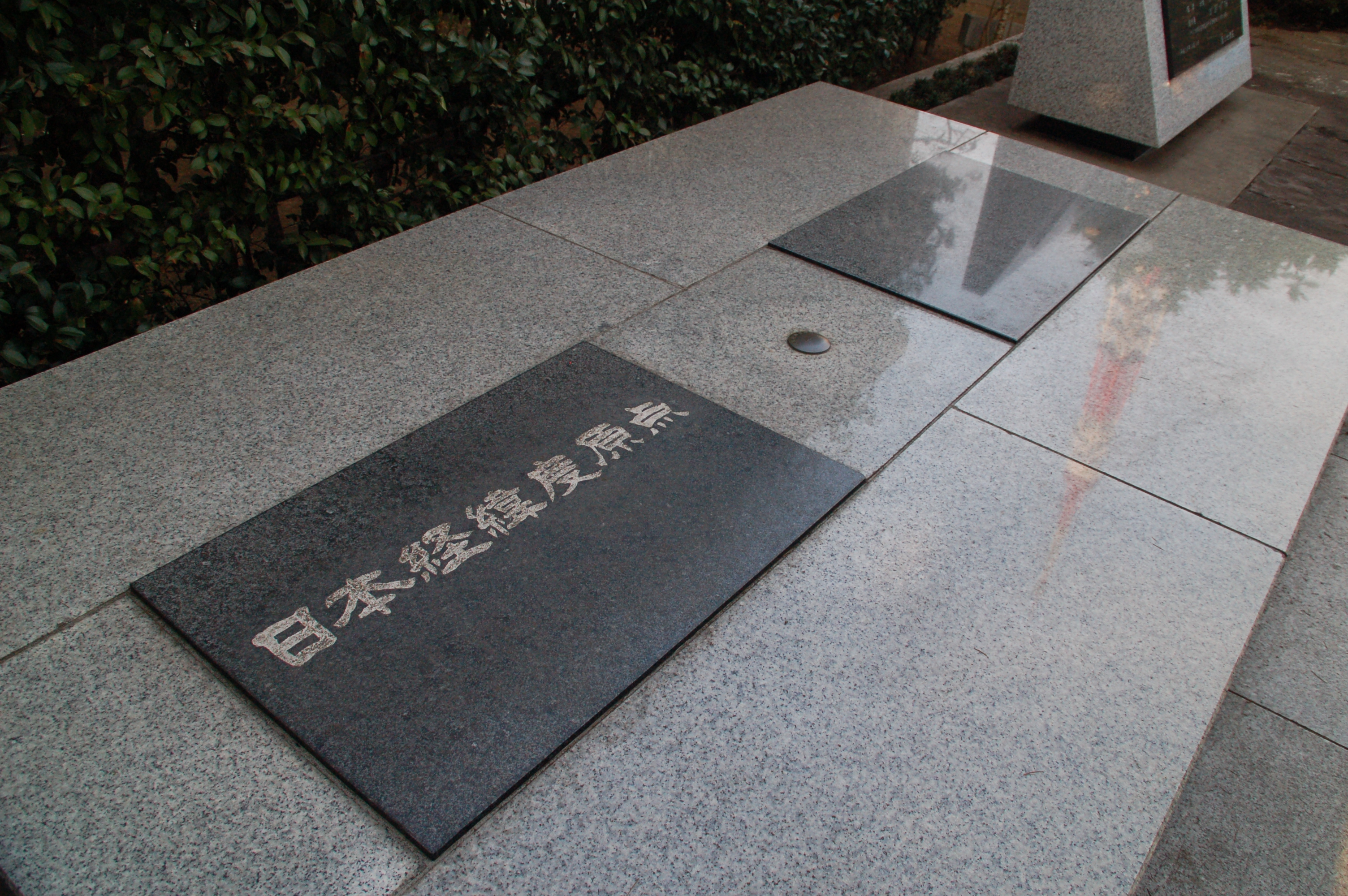
日本経緯度原点。中央の金属標が原点の位置。原点の両脇にある黒い石板の位置には関東大震災で崩壊した、子午環の架台があった。

日本経緯度原点（にほんけいいどげんてん、Japanese origin of longitude and latitude）は、日本国内の測量の基準点。東京都港区麻布台二丁目に位置する。
1892年、当時この場所にあった東京天文台の子午環（観測装置の一種）の中心が日本における経緯度の原点として定められた。子午環そのものは1923年の関東大震災で大破し、のちにその跡地に原点を示す金属標が設置された。国土地理院関東地方測量部が管轄する現用施設である一方で、史跡として港区指定文化財にも指定されている。

## 概要

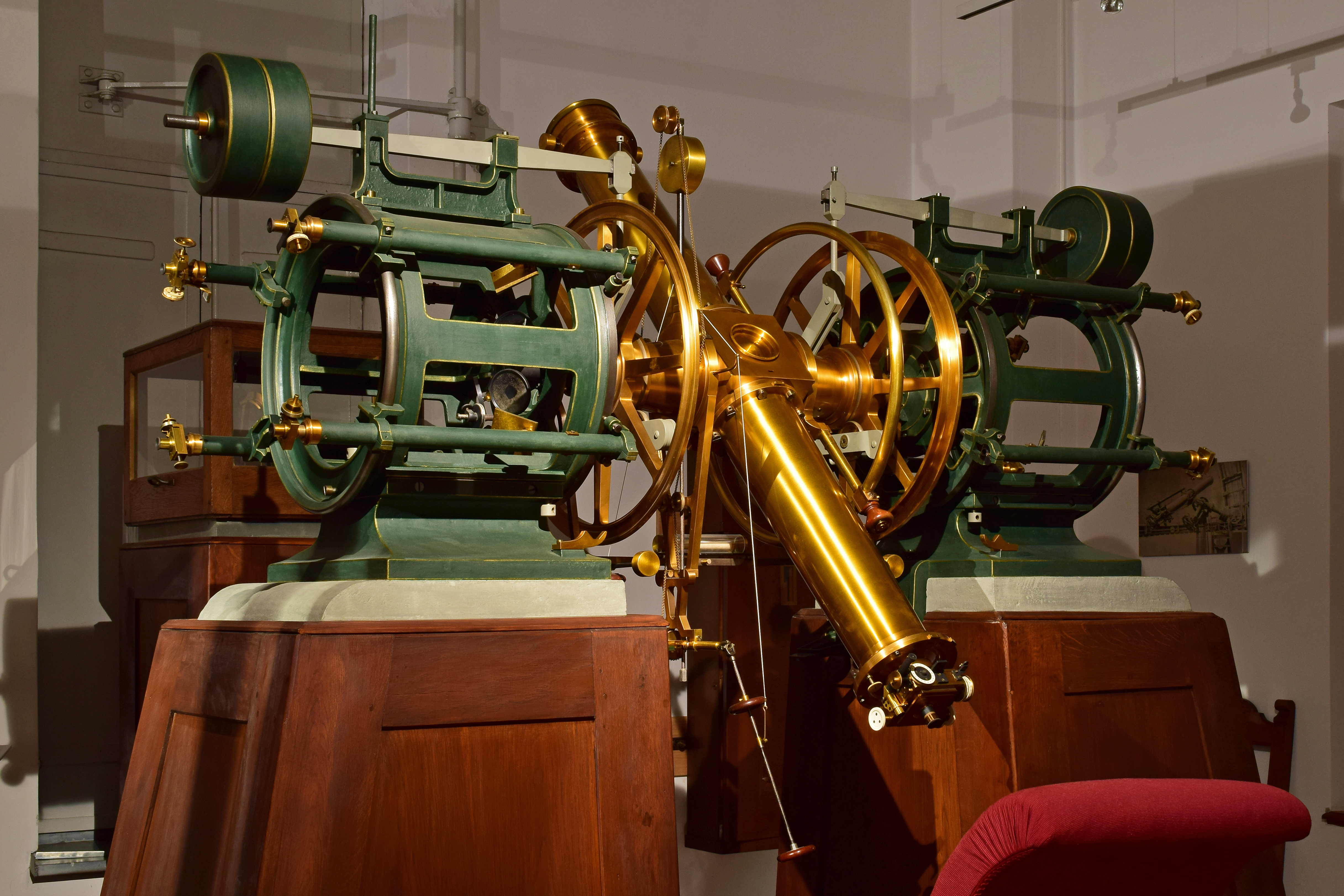
（参考）類似の子午環
東京天文台にあったメルツ・レプソルド子午環の写真は出典(pdf)に示されている。

日本経緯度原点は、1892年（明治25年）に参謀本部陸地測量部によって定められた。当時この場所には帝国大学付属東京天文台（前身は海軍観象台。現在の国立天文台の前身）があり、その子午環（天体が子午線を通過する時の高度角を測定する特殊な望遠鏡）の中心が原点とされたのである。しかし1923年（大正12年）の関東大震災により、東京天文台の子午環は崩壊してしまったため、その跡地に日本経緯度原点を示す金属標が設置された。
日本経緯度原点の経緯度の数値は、日本測地系の基準として約100年にわたり変わらず用いられた（ただし経度は1918年に1度修正された）。2002年に世界測地系が導入されたことにより、「日本経緯度原点」の経緯度は地球重心を原点とする数値に変更された。現在（2019年2月時点）の数値は、2011年の東北地方太平洋沖地震（東日本大震災）後に改訂されたものである。
測量法には「測量の原点は、日本経緯度原点及び日本水準原点とする」（第11条）と規定され、測量法施行令によって日本経緯度原点の経緯度および原点方位角の数値が規定されている。また、国土交通省の告示によって「地心直交座標系における日本経緯度原点の座標値」が定義されている。

## 定義

### 測量法の定める経緯度・原点方位角
測量法施行令により、東京都港区麻布台二丁目18番1地内にある日本経緯度原点金属標の十字の交点」と定められている（第2条第1項第1号）。基準数値は以下のように定められている（第2条第1項第2号）。
- 経度：東経139度44分28秒8869
- 緯度：北緯35度39分29秒1572
- 原点方位角：32度20分46秒209（前号の地点において真北を基準として右回りに測定した茨城県つくば市北郷一番地内つくば超長基線電波干渉計観測点金属標の十字の交点の方位角）

以上の数値は2001年の測量法改正で採用された世界測地系にのっとり、最新の宇宙測地技術を用いて測定したものを、2011年3月11日に発生した東北地方太平洋沖地震の影響により定義し直したものである（後述）。
原点方位角（原方位ともいう。）とは、要するに「真北はどちらか」の基準になるものであって、日本経緯度原点と国土地理院敷地内の「つくば超長基線電波干渉計観測点金属標の十字の交点」との方位関係を定めるものである（第2条第1項第2号）。

### 地心直交座標系による定義
国土地理院は、日本経緯度原点の地心直交座標系を次のように定義している。この値も、東北地方太平洋沖地震の影響により2011年10月21日に定義し直されたものである。
X軸 −3959340.203 m
Y軸 3352854.274 m
Z軸 3697471.413 m

## 沿革
経緯度原点の決定に至る経緯は、関東大震災による資料の焼失により一部判然としない部分があるといい、また年代についても文献によって一部食い違いがあるという。

### 前史

#### 明治初年の測量事情

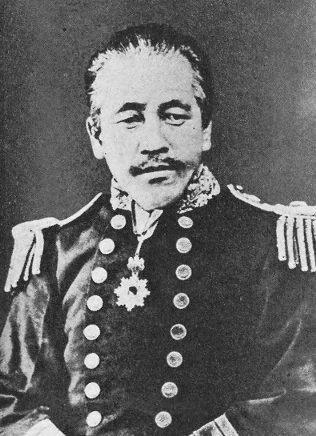
柳楢悦。初代水路局長

明治初年、海軍や工部省・内務省などさまざまな機関が近代測量を導入したが、政府内で測量原点の統一が図られているとは言い難い状況にあった。
海図作成を必要とした海軍は、1871年（明治4年）7月28日に水路局を設立。1872年（明治5年）4月24日の太政官布告130号で、海軍省ではグリニッジ子午線を本初子午線として採用し、築地の海軍省用地（のちの築地市場付近）に設けた海軍省標竿を東経139°45′25.05″と定め、これを日本の測量の基準とするという方針が布告された。
一方、国内行政のための地図製作も必要とされ、1872年（明治5年）3月に工部省測量司は測量師長マクヴィンらの指導のもと東京府下で三角点の設置と測量を開始する:1。この時、最初の三角点が皇居（江戸城）富士見櫓に置かれた:1。工部省測量司は1874年に内務省に移管され、のちに内務省地理局となる。内務省地理局は、当初は富士見櫓を通る子午線を経度0度（本初子午線）とし:2、次いで1877年（明治10年）に溜池葵町（現在の港区虎ノ門）に設置した観象台を、さらにその後1882年（明治15年）に旧江戸城本丸天守台を、経度の起点に改めた。

#### 海軍観象台における観測
1872年（明治5年）11月、海軍水路寮は芝区飯倉に土地を購入、小規模な観測施設を設けた。これが海軍観象台の始まりとなる。観象台は以後土地と施設を拡充した。

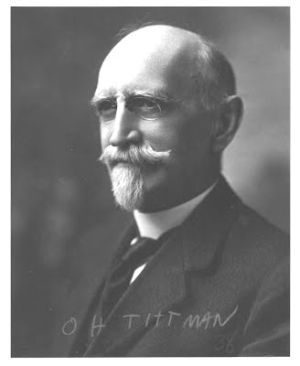
チットマン

1874年（明治7年）12月、金星の日面通過が約100年ぶりに発生した。この天体現象からは地球と太陽の間の距離（1天文単位）が測定できるため、欧米各国は世界各地に観測隊を派遣した。日本は観測の好適地の一つであり、フランス、アメリカ、メキシコが観測隊を派遣した。アメリカからの観測の申し入れを受けた水路局は、これに積極的に応えるとともに、技術習得に当たった。
ジョージ・ダビッドソン率いるアメリカ隊は、長崎市の星取山で金星の日面通過を観測した。長崎では電信法による経度測定が可能であり、アメリカ隊はウラジオストクと長崎の経度差を計測した。日面通過の観測後、日本側（柳楢悦大佐）の要請に応じ、アメリカ隊は隊員のチットマン（合衆国沿岸測地測量局局長）とエドワーズを派遣して、長崎・東京間の経度差を測定した。この時、東京での観測は海軍観象台敷地内に従来からあった石盤上を選定して行われた。のちにチットマン点と呼ばれる一地点である（現在の経緯度原点の東5.1mに位置する）。観測の結果、チットマン点について東経139度44分57秒の値を得た。グリニッジを起点として地球を「西回り」で経度を求めたことになる。
1876年（明治9年）には水路局の大伴（肝付）兼行中尉が海軍観象台敷地内（のちに肝付点と呼ばれる地点）でタルコット法による天文観測（赤道儀測定値）をもとに緯度を算出した。
1881年（明治14年）、米国海軍水路局のグリーン、デービスらが経度の再測定を行ったが、これによりチットマン点の値も修正された。
1882年（明治15年）10月、海軍は老朽化した標竿に代わり、チットマン点を測量の基準に定めた。

#### 測量組織の再編
1884年（明治17年）、（陸軍）参謀本部に測量局が発足。内務省地理局が行っていた大三角測量は陸軍測量局に移管された。この年、麻布に一等三角点「東京」が設置され、仮経緯度原点とされた。一等三角点「東京」の経度はチットマン点の数値、緯度は肝付点の数値から算出された。なお1884年（明治17年）に一等三角点「東京」において、一等三角点「鹿野山」を方位点とする原点方位角が計測された。
当時、内務省（および業務を引き継いだ陸軍）と海軍とで、グリニッジ子午線を本初子午線とした際の経度の値が異なる問題があったが、1885年（明治18年）9月には両者の間で調整が行われて、経度が統一された（複数の経度差測定の平均値が採られた）。これに伴い、チットマン点は東経139度44分30秒3と定められ、1886年（明治19年）2月の官報号外で告示された。
1888年（明治21年）、複数の組織の間で重複していた業務が整理された。内務省が行っていた陸上地図業務は参謀本部陸地測量部に移された。また海軍観象台の天体観測業務は文部省に移管され、海軍観象台は帝国大学付属東京天文台になった。

### 日本経緯度原点の設定

#### 東京天文台子午環中心
1892年（明治25年）に参謀本部陸地測量部が東京天文台の子午環の中心を日本経緯度原点とし、その経緯度・原点方位角を
- 緯度：北緯 35度39分17秒5148
- 経度：東経139度44分30秒0970

と定めた。緯度は肝付点、経度はチットマン点の数値から算出している。なお、原点方位角はさきの一等三角点「東京」での計測値から算出され、
- 方位角：156度27分30秒156（鹿野山に対して）

となった。経緯度原点が定められたことにより、従来の一等三角点「東京」は廃止された。
1915年（大正4年）から1917年にかけ、グリニッジから地球の「西回り」「東回り」双方で経度を測定し、精度を向上させるための観測が行われた。この際に東京の観測地点となったのは、東京天文台の子午儀（「大子午儀」とも記される。子午環の東10mほどにあった計測装置）の中心であった。
1918年（大正7年）9月19日の文部省告示号外で、子午儀の中心経度が 東経139度44分40秒9と告示された。この数値から子午環中心の経度を算出すると、
- 経度：東経139度44分40秒5020

となる（日本経度原点の経度が修正された）。従来の経度数値と10秒405の差が生じたことになる。

#### 関東大震災にともなう数値変更
1923年（大正12年）9月1日の関東地震（関東大震災）により、東京天文台の子午環は大破。また、南関東各地で地盤変動が発生したため、1924年（大正13年）には一等三角点の改測が行われ、かつての子午環付近に一等三角点補点として「東京（大正）」が設置された。この測量の結果、子午環の架台が約1m移動していることが判明した。
また、鹿野山に対する原点方位角が修正され、1928年に改訂された。すなわち以下の通りである。
- 緯度：北緯 35度39分17秒5148
- 緯度：東経139度44分40秒5020
- 方位角：156度25分28秒442（鹿野山に対して）

1949年（昭和24年）、測量法・同施行令が制定された。測量法には「測量の原点は、日本経緯度原点及び日本水準原点とする」（第11条）と規定され、測量法施行令によって日本経緯度原点の経緯度および原点方位角の数値が規定された。

#### 経緯度原点の金属標設置
麻布周辺の都市化が進んだために、関東大震災以前から東京天文台の三鷹村への移転が始められていたが、関東大震災後の1924年（大正13年）に移転が完了した。旧東京天文台（麻布天文台）の建物や観測器械は東京帝国大学の天文学教室として学生の教育に利用された。1945年には戦災によって焼失したが、天文学教室はバラックによって再開された。
子午環は関東大震災時に大破したが、移動した架台は残存し、戦災によってさらに焼損した。1959年（昭和34年）、旧子午環架台は補修され、かつての子午環中心の位置（旧架台の前方）に日本経緯度原点を示す金属標が新たに設置された。地中金属標として石蓋を施したもので、その後方に位置する旧架台には銘板が取り付けられて日本経緯度原点があることを示した。
1960年（昭和35年）に東京大学天文学教室は本郷に移転した。麻布天文台跡地にはその後、中央官庁の庁舎（中央官庁合同会議所、建設省→国土交通省狸穴分室）が建てられた。
1961年（昭和36年）、原点周辺は現在見られる状況に整備された。旧子午環架台が完全に撤去されるとともに、かつての子午環があった状況を形象化して、架台をモチーフとする2枚の黒い石板の間に原点を示す金属標が設置された。
1996年（平成8年）10月22日に、日本経緯度原点は港区指定文化財（史跡）に指定された。
国土交通省狸穴分室があった周囲の土地は、2008年（平成20年）に駐日アフガニスタン大使館として取得された。

#### 日本測地系における日本経緯度原点の問題点
天文測量によって求められる経緯度（天文経緯度）と、準拠楕円体とする回転楕円体上の位置を示す経緯度（地理経緯度）には、「垂直」の捉え方に違いがある（経緯度参照）。天文経緯度はジオイド面に対する法線（鉛直）を用い、地理経緯度は準拠楕円体に対する法線を用いる。両者の違いを示す角度を鉛直線偏差という。
日本測地系において、日本経緯度原点の数値は天文測量によって求められた経緯度を用いており、鉛直線偏差はないものとして定義されている。しかし実際には、深い日本海溝が東にある東京付近ではジオイドの傾きが比較的大きく、このため比較的大きな鉛直線偏差がある。

### 世界測地系導入以後

#### 世界測地系の導入

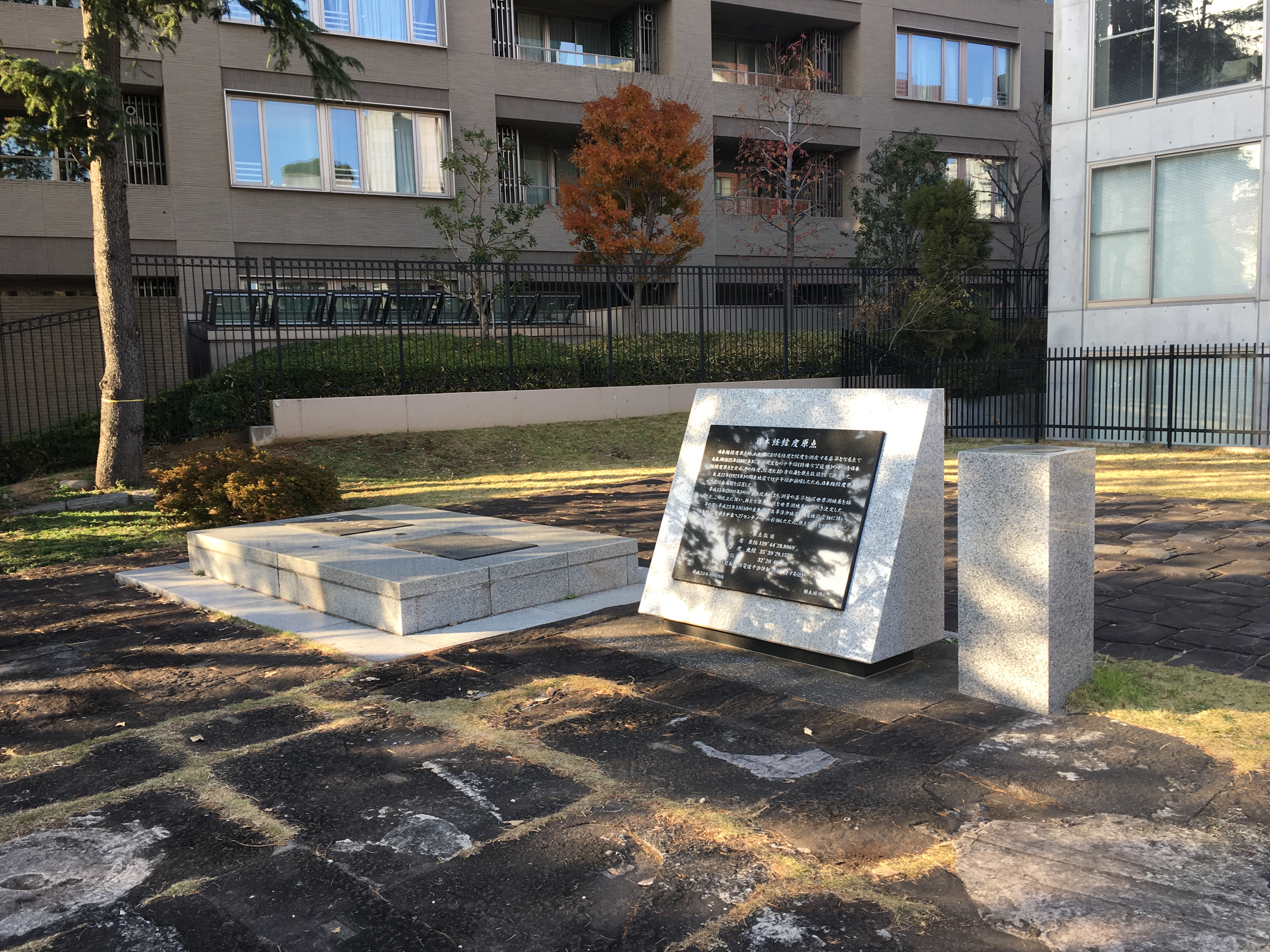
日本経緯度原点周辺（2018年12月撮影）。説明板の設置は2011年10月21日付。

人工衛星を用いた衛星測位システム（GNSS測量。いわゆるGPS）や超長基線電波干渉法（VLBI）など、宇宙測地技術を用いて地球全域を対象とする測量が行われるようになると、従来のように各国が異なる準拠楕円体を設けるあり方は変更されるようになった。
2002年4月1日、測量法及び水路業務法の一部を改正する法律の施行により、日本は新たな測地系である「日本測地系2000」を用いることになった。これは地球の重心を中心とするGRS80楕円体をもって準拠楕円体とする全地球的測地系（いわゆる世界測地系）である。日本経緯度原点は日本の法律上の測量の原点であるが、その数値は別の原点（地球重心）を有するものに変わったと言える。
- 緯度：北緯 35度39分29秒1572
- 緯度：東経139度44分28秒8759

なお、暦書の後継である暦要項・暦象年表（およびその一般向け公刊物としての理科年表）では、「東京」の代表地点として「旧東京天文台大子午儀跡」の位置を用い、日の出・日の入りをはじめとする時刻の計算の基準としていた。しかし世界測地系移行後「大子午儀跡」として採用していた数値に問題が浮かび上がったため、近傍にある格好の基準点として日本経緯度原点を採用することとした。2010年（平成22年）版の理科年表から、「東京」の経緯度基準は日本経緯度原点に変更された。もっとも、表値にほとんど違いが出ることはない。

#### 東日本大震災にともなう数値変更
2011年（平成23年）3月11日に発生した東北地方太平洋沖地震により、東日本を中心に大きな地殻変動が発生し、日本経緯度原点そのものも移動した。これを受けて行われた再測量の反映として、同年10月21日に測量法施行令が改正され、原点数値のうち経度が0.0110秒だけ東寄りに改められた。緯度については改正されていない。これは、原点が真東に（90°）、277 mm移動したことを意味する。ただし、国土地理院測地部の報告論文によると、変動量は26.5cm、変動の方向は90°ではなく、91°56′42″.53であるとしている。
原点方位角は1.453秒だけ増加した。なお、日本水準原点の標高も24 mm沈下したため、同日に24.4140 mから24.3900 mに改正された。
また、「地心直交座標系における日本経緯度原点の座標値」も改訂された。改正以前の定義値は、
X軸 −3959340.090 m
Y軸 3352854.541 m
Z軸 3697471.475 m
であった。改正後と改正前との差は、
X軸 −0.113 m
Y軸 −0.267 m
Z軸 −0.062 m
である。したがって、{\displaystyle {\sqrt {0.113^{2}+0.267^{2}+0.062^{2}}}=0.296\,\mathrm {m} =296\,\mathrm {mm} } だけ移動したことになる。